# Sep Vanmarcke
Sep Vanmarcke (Courtrai, 28 luglio 1988) è un ex ciclista su strada belga, specialista delle classiche. Professionista dal 2009 al 2023, ha vinto la Omloop Het Nieuwsblad 2012 e ottenuto podi al Giro delle Fiandre e alla Parigi-Roubaix.

## Carriera

### 2008-2010: gli esordi e i primi anni dapro
Dopo aver corso con la Davitamon-Lotto-Jong Vlaanderen, nell'agosto 2008 viene preso come stagista alla Topsport Vlaanderen; questa stessa squadra lo mette ufficialmente sotto contratto per il 2009. Ad aprile partecipa allo Scheldeprijs Vlaanderen, corsa in linea sul pavé; disputa quindi alcune gare del circuito UCI Europe Tour tra cui il Giro del Belgio e il Tour de l'Avenir, mentre in chiusura di annata rappresenta il suo paese ai campionati del mondo di Mendrisio, gareggiando nella prova in linea Under-23. Quell'anno coglie in totale quattro successi, nessuno dei quali in gare internazionali; viene però riconfermato dalla Topsport Vlaanderen anche per la stagione successiva.
Apre la stagione 2010 gareggiando al Tour of Qatar e al Tour of Oman. Poco dopo comincia la primavera delle classiche del nord, facendosi notare soprattutto per il secondo posto finale alla Gand-Wevelgem, una delle più importanti gare sul pavé: rimasto per buona parte della corsa nel gruppo di testa, tenta un attacco a 2 km e mezzo dal traguardo ma Jürgen Roelandts va a riprenderlo; nella volata conclusiva a superarlo è invece il solo Bernhard Eisel. Dopo questo risultato disputa la Tre Giorni di La Panne, il Giro delle Fiandre e la Quattro Giorni di Dunkerque; proprio in quest'ultima corsa è abile ad aggiudicari la maglia a pois di miglior scalatore. In agosto gareggia al Giro di Danimarca e all'Eneco Tour; nello stesso mese firma un contratto, valido a partire dal 2011, con la formazione statunitense Garmin-Transitions. In ottobre è invece quindicesimo alla Parigi-Tours.

### Dal 2011: i piazzamenti nelle classiche
Nel 2011, al primo anno in maglia Garmin, non coglie successi, si piazza comunque quarto alla E3 Harelbeke e ventesimo alla Parigi-Roubaix. Nel 2012 apre la stagione aggiudicandosi, in data 25 febbraio, la prima delle classiche del Nord, l'Omloop Het Nieuwsblad: nell'occasione batte in una volata a tre Tom Boonen e Juan Antonio Flecha, e ottiene in tal modo la prima vittoria internazionale in carriera. In quella stessa primavera chiude anche settimo alla Dwars door Vlaanderen e quinto alla E3 Harelbeke.
Per la stagione 2013 si accasa tra le file del team Blanco, ex Rabobank. In primavera si classifica secondo nella prestigiosa Parigi-Roubaix, una delle cinque "classiche monumento", cedendo in una volata a due a Fabian Cancellara. In estate partecipa al Tour de France, mentre in settembre si piazza secondo al Grote Prijs Jef Scherens, battuto allo sprint da Bert De Backer, e quindi primo alla Grote Prijs Impanis - Van Petegem, mettendo a referto la seconda vittoria in carriera. Nella stagione seguente ottiene numerosi piazzamenti nelle principali classiche del pavé. Tra marzo e aprile conclude infatti quarto all'Omloop Het Nieuwsblad, terzo alla Kuurne-Bruxelles-Kuurne, quinto alla E3 Harelbeke, e quindi quarto in volata alla Gand-Wevelgem, terzo al Giro delle Fiandre al termine di uno sprint a quattro, e quarto alla Parigi-Roubaix. Dopo le classiche vince una tappa al Tour of Norway, partecipa al Tour de France, e si aggiudica anche una frazione al Tour of Alberta in settembre.

## Palmarès
- 2008 (Davitamon-Lotto-Jong Vlaanderen, una vittoria)

2ª tappa Ronde van Vlaams-Brabant (Heverlee)
- 2009 (Jong Vlaanderen-Bauknecht, tre vittorie)

Challenge de Hesbaye
1ª tappa Tour du Haut Anjou (Gontier > Segré)
2ª tappa Ronde van Vlaams-Brabant (Lubbeek > Lubbeek)
- 2012 (Garmin-Barracuda, una vittoria)

Omloop Het Nieuwsblad
- 2013 (Belkin, una vittoria)

Grote Prijs Impanis - Van Petegem
- 2014 (Belkin, due vittorie)

3ª tappa Tour of Norway (Årnes > Budor)
3ª tappa Tour of Alberta (Wetaskiwin > Edmonton)
- 2016 (Lotto NL-Jumbo, due vittorie)

3ª tappa Ster ZLM Toer (Verviers > La Gileppe/Jalhay)
Classifica generale Ster ZLM Toer
- 2019 (EF Education First, due vittorie)

1ª tappa Tour du Haut-Var (Vence > Mandelieu-la-Napoule)
Bretagne Classic Ouest-France
- 2022 (Israel-Premier Tech, una vittoria)

Maryland Cycling Classic

### Altri successi
- 2009 (Jong Vlaanderen-Bauknecht)

Criterium Trognée-Hannut
- 2010 (Topsport Vlaanderen-Mercator)

Classifica scalatori Quatre Jours de Dunkerque
- 2017 (Cannondale-Drapac)

Classifica a punti Giro d'Austria

## Piazzamenti

### Grandi Giri
- Tour de France

2013: 131º
2014: 106º
2015: 104º
2016: 104º
2018: 115º
- Vuelta a España

2011: 139º
2021: ritirato (16ª tappa)

### Classiche monumento
- Milano-Sanremo

2016: 24º
2023: 46º
- Giro delle Fiandre

2010: 61º
2011: ritirato
2012: 48º
2013: 29º
2014: 3º
2015: 53º
2016: 3º
2017: ritirato
2018: 13º
2019: 25º
2020: 17º
2021: 5º
2023: 24º
- Parigi-Roubaix

2011: 20º
2012: 84º
2013: 2º
2014: 4º
2015: 11º
2016: 4º
2018: 6º
2019: 4º
2021: 23º
2023: 16º
- Giro di Lombardia

2011: ritirato
2017: 61º
2019: 108º

### Competizioni mondiali
- Campionati del mondo

Mendrisio 2009 - In linea Under-23: 24º
Ponferrada 2014 - In linea Elite: 64º
Richmond 2015 - Cronosquadre: 6º
Richmond 2015 - In linea Elite: 64º

### Competizioni europee
- Campionati europei

Verbania 2008 - In linea Under-23: 14°
Hooglede-Gits 2009 - In linea Under-23: 58°
Plouay 2020 - In linea Elite: 57°